# Rudolf Caracciola
Rudolf Caracciola (ur. 30 stycznia 1901 w Remagen, zm. 28 września 1959 w Szwajcarii) – niemiecki kierowca wyścigowy pochodzenia włoskiego.

## Życiorys
Uważany jest za jednego z największych kierowców wszech czasów. W swojej karierze bronił barw Mercedesa i Alfa Romeo. W 1926 r. zadebiutował w Grand Prix Niemiec na torze AVUS. W 1932 r. przeniósł się do zespołu Alfa Romeo. W 1934 r. ponownie zasiadł za kierownicą Mercedesa.
W latach 1935, 1937 i 1938 zdobył mistrzostwo Europy. Podczas II wojny światowej przebywał w neutralnej Szwajcarii, a po wojnie powrócił do wyścigów, choć nie odnosił już większych sukcesów. Startował także w Polsce, wygrał wyścig w Wujskiem w Górach Słonnych.
Zakończył karierę w 1952 roku; zmarł siedem lat później na nowotwór kości.

## Życie prywatne
Na początku 1934 roku żona Rudolfa Caraccioli zginęła podczas lawiny w Szwajcarii, on sam odniósł lekkie obrażenia.

## Wyniki w Mistrzostwach Europy
| Legenda oznaczeń w tabelach wyników Wyświetl szablon na nowej stronie | Legenda oznaczeń w tabelach wyników Wyświetl szablon na nowej stronie                                                                     |
| Oznaczenie                                                            | Wyjaśnienie |
| --------------------------------------------------------------------- | --- |
| Złoty                                                                 | Zwycięzca lub mistrzostwo |
| Srebrny                                                               | 2. miejsce lub wicemistrzostwo |
| Brązowy                                                               | 3. miejsce lub II wicemistrzostwo |
| Zielony                                                               | Ukończył, punktował (w klasyfikacji generalnej, gdy zdobył co najmniej jeden punkt na przestrzeni sezonu, poza trzema powyższymi opcjami) |
| Niebieski                                                             | Ukończył, nie punktował (w klasyfikacji generalnej, gdy nie zdobył co najmniej jednego punktu na przestrzeni sezonu)                      |
| Czerwony                                                              | Nie zakwalifikował się (NZ) |
| Czerwony                                                              | Nie prekwalifikował się (NPK) |
| Różowy                                                                | Nie ukończył (NU) |
| Różowy                                                                | Niesklasyfikowany (NS) (w klasyfikacji generalnej, gdy nie został sklasyfikowany w żadnym wyścigu sezonu)                                 |
| Czarny                                                                | Zdyskwalifikowany (DK) |
| Czarny                                                                | Wykluczony (WYK/EX) |
| Biały                                                                 | Nie wystartował (NW) |
| Biały                                                                 | Kontuzjowany (K/INJ) |
| Biały                                                                 | Wyścig odwołany (OD/C) |
| Bez koloru                                                            | Został wycofany (WYC/WD) |
| Bez koloru                                                            | Nie przybył (NP/DNA) |
| Bez koloru                                                            | Nie brał udziału w treningach (NT/DNP) |
| Bez koloru                                                            | Nie został zgłoszony (–) |
| Pogrubienie                                                           | Start z pole position |
| Kursywa                                                               | Najszybsze okrążenie wyścigu |
| †                                                                     | Nie ukończył, ale jego rezultat został zaliczony ze względu na przejechanie więcej niż 90% dystansu wyścigu.                              |
| *                                                                     | Sezon w trakcie |
| 1/2/3                                                                 | Punktowana pozycja w sprincie kwalifikacyjnym                                                                                             |
| Lista systemów punktacji Formuły 1                                    | |

| Rok  | Zespół              | Samochód           | Wyniki w poszczególnych eliminacjach | Wyniki w poszczególnych eliminacjach | Wyniki w poszczególnych eliminacjach | Wyniki w poszczególnych eliminacjach | Wyniki w poszczególnych eliminacjach | Punkty | Pozycja |
| ---- | ------------------- | ------------------ | ------------------------------------ | ------------------------------------ | ------------------------------------ | ------------------------------------ | ------------------------------------ | ------ | ------- |
| 1931 | Zgłoszenie prywatne | Mercedes-Benz SSKL | ITA                                  | FRA NU                               | BEL                                  |                                      |                                      | 22     | 46      |
| 1932 | Alfa Corse          | Alfa Romeo Monza   | ITA NS                               |                                      |                                      |                                      |                                      | 9      | 3       |
| 1932 | Alfa Corse          | Alfa Romeo Tipo B  |                                      | FRA 3                                | GER 1                                |                                      |                                      | 9      | 3       |
| 1935 | Daimler-Benz        | Mercedes-Benz W25  | BEL 1                                | GER 3                                | CHE 1                                | ITA NU                               | ESP 1                                | 11     | 1       |
| 1936 | Daimler-Benz        | Mercedes-Benz W25K | MCO 1                                | GER NU                               | CHE NU                               | ITA                                  |                                      | 22     | 6       |
| 1937 | Daimler-Benz        | Mercedes-Benz W125 | BEL                                  | GER 1                                | MCO 2                                | CHE 1                                | ITA 1                                | 13     | 1       |
| 1938 | Daimler-Benz        | Mercedes-Benz W154 | FRA 2                                | GER 2                                | CHE 1                                | ITA 3                                |                                      | 8      | 1       |
| 1939 | Daimler-Benz        | Mercedes-Benz W154 | BEL NU                               | FRA NU                               | GER 1                                | CHE 2                                |                                      | 17     | 3       |

## Wyniki w Mistrzostwach Europy Hillclimb
| Rok  | Klasa       | Samochód      | 1     | 2     | 3     | 4     | 5     | 6     | 7     | 8     | 9     | 10  | pkt | pozycja |
| ---- | ----------- | ------------- | ----- | ----- | ----- | ----- | ----- | ----- | ----- | ----- | ----- | --- | --- | ------- |
| 1930 | Sports cars | Mercedes-Benz | CZS 1 | ITA 1 | GBR 1 | CHE 1 | GER 1 | FRA   | POL   | AUT 1 | HUN 1 | ROU | 35  | 1       |
| 1931 | Sports cars | Mercedes-Benz | ESP 1 | CZS 1 | GER 1 | ITA   | GBR   | POL 1 | FRA 1 | HUN 1 |       |     | 30  | 1       |
| 1932 | Racing cars | Alfa Romeo    | GER 1 | AUT 1 | CHE 1 | ITA 2 | FRA 1 |       |       |       |       |     | 4   | 1       |